# Montagne Sainte-Geneviève

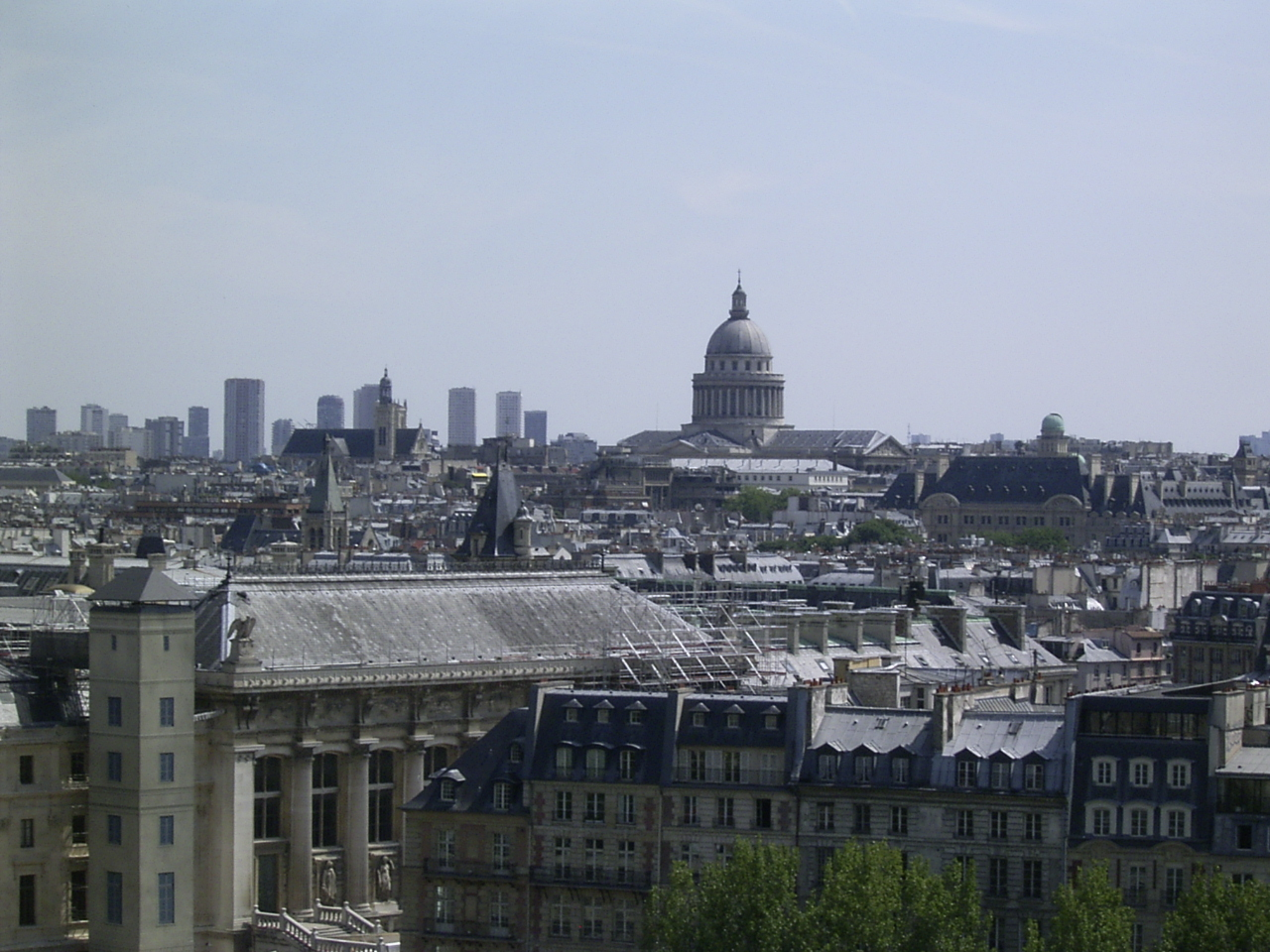
Pohled na návrší s Pantheonem

Montagne Sainte-Geneviève (Hora svaté Jenovéfy) je kopec v centru Paříže, který se nachází na levém břehu řeky Seiny u soutoku s řekou Bièvre. Zabírá velkou část 5. obvodu a Latinské čtvrti. Jeho vrcholek, kterému dominuje Pantheon, leží 61 m nad mořem.

## Historie
Na severním svahu kopce nazývaném Římany Mons Lucotitius se rozkládalo předměstí římského města Lutetia, kde byly postaveny památky, které přežily do dnešních dnů: Julianovy lázně a Arènes de Lutèce. Na vrcholu tohoto kopce král Chlodvík I. a jeho žena Chrodechilda nechali postavit klášter svatých Apoštolů, kde se modlila svatá Geneviève (Jenovéfa). Klášter byl později zasvěcen této světici jako opatství Sainte-Geneviève, neboť ta zde byla pohřbena stejně jako Chlodvík a Chrodechilda.
Na samém vrcholku kopce stojí Pantheon. Stavbu, která byla původně kostelem sv. Geneviève, zahájil král Ludvík XV. v roce 1744 jako dík za své uzdravení. Další významné stavby na svazích kopce tvoří např. kostel Saint-Étienne-du-Mont, Sorbonna, Collège de France, bývalé budovy École Polytechnique, École normale supérieure, lycée Louis-le-Grand, lycée Saint-Louis a lycée Henri IV (částečně postaven na místě bývalého opatství Sainte-Geneviève).